# Vera Menchik
Vera Menchik (oroszul: Ве́ра Фра́нцевна Ме́нчик, cseh nyelven: Věra Menčíková, magyarul használatos forma még: Vera Mencsik) (Moszkva, 1906. március 1. (a régi orosz naptár szerint február 16.) – London, 1944. június 27.) orosz-cseh-angol női sakkozó, 1927–1944 közötti sakkvilágbajnok. Nevét viseli a női sakkolimpia győztese által elnyerhető kupa.
2011-ben beválasztották a World Chess Hall of Fame (Sakkhírességek Csarnoka) tagjai közé.

## Élete és családja
Apja  František Menčík Csehországban született, egy orosz nemesi földbirtokot igazgatott. Anyja Olga Illingworth angol származású nevelőnő volt ugyanennél az orosz nemesnél.
Vera Menchik 1906-ban, húga, Olga Menchik, aki később szintén erős sakkozó lett, 1907-ben született. 1915-ben kapott ajándékba egy sakk-készletet, és ekkor ismerkedett meg a játékkal.
Az orosz forradalom kitörése után apjuk elvesztette állását, és elvették házukat, amiben a család lakott. Házasságuk is felbomlott, az apa visszatért Csehországba, míg a két lány 1921-ben anyjukkal Angliába költözött, és Hastingsben telepedtek le.
1937-ben házasodott meg. Férje Rufus Henry Streatfeild Stevenson (1878–1943), aki a British Chess Magazine szerkesztője, a West London Chess Club tagja, és később a Brit Sakkszövetség tiszteletbeli titkára volt. London németek általi 1944. június 26-ai V–1-essel történő bombázása következtében vesztette életét dél-londoni lakóházukban anyjával és húgával együtt.

## Sakkpályafutása
1923-ban lépett be a neves sakkozókat tömörítő Hastingsi Sakk Körbe. Első edzője John Drewitt volt, később Maróczy Géza tanítványa lett, amit ő élete nagy szerencséjének tartott. 1923-ban játszott először a Hastings Congress nevű versenyen, ahol döntetlent ért el az akkori angol női bajnok Edith Price ellen. Egy évvel később már második lett ugyanezen a versenyen, 7 játszmából 5 pontot szerezve, és ismét döntetlent játszott az angol bajnoknő ellen. Mivel nem volt angol állampolgár, ezért nem indulhatott a nemzeti bajnokságon, de a bajnoknő Edith Price nagyon sportszerűen párosmérkőzést ajánlott fel neki. 1925-ben két mérkőzést is játszottak, mindkettőn 3–2 arányban Vera Menchik győzött, és ezzel ő lett Anglia legerősebb sakkozója.
1926-ban és 1927-ben megnyerte Nagy-Britannia nyílt lánybajnokságát. Olga húga 1926-ban harmadik, 1927-ben második lett.

## Világbajnoki címvédései
1927-ben az első hivatalos sakkolimpiával egyidejűleg rendezett nemzetközi női versenyt a Nemzetközi Sakkszövetség hivatalos női világbajnokságnak tekintette, amelyen Vera Menchik 11 játszmából 10 és fél pontot gyűjtve szerezte meg az első helyet, ezzel ő lett a sakk sportág első női világbajnoka.
A női világbajnoki címet hat alkalommal védte meg, meggyőző fölénnyel: 78 győzelmet aratott 4 döntetlen, és mindössze 1 vereség mellett.
- 1927-ben az 1. női sakkvilágbajnokságon Oroszország színeiben Londonban 1. helyezést ért el (+10−0=1).
- 1930-ban a 2. női sakkvilágbajnokságon Csehszlovákia színeiben Hamburgban 1. helyezést ért el (+6−1=1).
- 1931-ben a 3. női sakkvilágbajnokságon Csehszlovákia színeiben Prágában 1. helyezést ért el (+8−0=0).
- 1933-ban a 4. női sakkvilágbajnokságon Csehszlovákia színeiben Folkestone-ban 1. helyezést ért el (+14−0=0).
- 1935-ben az 5. női sakkvilágbajnokságon Csehszlovákia színeiben Varsóban 1. helyezést ért el (+9−0=0).
- 1937-ben a 6. női sakkvilágbajnokságon Csehszlovákia színeiben Stockholmban 1. helyezést ért el (+14−0=0).
- 1939-ben a 7. női sakkvilágbajnokságon Anglia színeiben Buenos Airesben 1. helyezést ért el (+17−0=2).

E versenyek mellett még két alkalommal párosmérkőzésen védte meg világbajnoki címét a kor második legerősebb sakkozónője, Sonja Graf ellenében. 1934-ben Rotterdamban  3–1 (+3-1=0), 1937-ben Semmeringben 11,5–4,5  (+9-2=5) arányban győzedelmeskedett.
Világbajnoki címét haláláig viselte.

## Nemzetközi versenyeredményei
Több alkalommal vett részt a kor legerősebb férfi sakkmesterei részvételével rendezett Hastings Congress versenyein.
Eredményei a Hastings Congress versenyein:
- 1929: 9. hely (10 résztvevő) (+2−4=3). A győztes José Raúl Capablanca lett, Maróczy Géza az 5. helyen végzett.[10]
- 1931: 5–8. hely (10 résztvevő)  (+3−4=2). A győztes Salo Flohr, Max Euwe a 3. helyen végzett.[11] Ezen a versenyen érte el legmagasabb teljesítményértékét 2582 ponttal.[12]
- 1932: 6–8. hely (10 résztvevő) (+2−4=3). A győztes Salo Flohr lett, a magyar Steiner Lajos a 3. helyen végzett.[13]
- 1933: 8. hely (10 résztvevő) (+2−6=1). A győztes Salo Flohr, Lilienthal Andor, Alekszandr Aljechin és Erich Eliskases előtt.[14]
- 1934: 8. hely (10 résztvevő) (+1−4=4). A győztes Salo Flohr lett Max Euwe előtt, Capablanca végzett a 4., Botvinnik az 5., Lilienthal Andor a 6. helyen.[15]
- 1936: 9–10. hely (10 résztvevő) (+0−4=5). A győztes Aljechin lett, Erich Eliskases a 3. helyen végzett.[16]

Eredményei más mesterversenyeken
- 1935: Moszkva, 20. hely. Ez volt a legerősebb versenye, amelyen három volt vagy leendő világbajnok (Capablanca, Lasker, Botvinnik mellett olyan neves játékosok és későbbi nagymesterek játszottak, mint Salo Flohr, Lilienthal Andor, Ragozin, Speelman, Levenfish.[17] Az ellenfelek átlagos Élő-pont értéke 2665 volt.[18]
- Legjobb egyéni eredményét 1929-ben a Ramsgate-i scheveningeni rendszerű versenyen[19] érte el, ahol veretlenül, mindössze fél ponttal lemaradva a győztes Capablanca mögött Akiba Rubinsteinnel holtversenyben a 2–3. helyen végzett.[20]
- 1928: Scarborough, 7–8. hely (4,5 pont 9 játszmából)[21]
- 1929: Barcelona, 8–9. hely (7 pont 14 játszmából)[22] A versenyt Capablanca nyerte Tartakower előtt.
- 1929: Karlsbad, 22. hely. A versenyt Nimzovics nyerte Capablanca és Spielmann előtt. A verseny erősségére jellemző, hogy Max Euwe 5., Esteban Canal 11., Maróczy Géza csak 13., Saviely Tartakower 14. lett.[23]
- 1930: Canterbury, 5. hely (3,5 pont 7-ből), a mezőny legmagasabb teljesítményértékét (2574) érve el.[24]
- 1932: London, 8. hely (4,5 pont 11-ből). Az előtte végzett versenyzők névsora: Alekszandr Aljechin, Salo Flohr, Mir Sultan Khan, Maróczy Géza, Isaac Kashdan, Saviely Tartakower, George Koltanowski.[25]
- 1932: Cambridge, 5–7. hely.[26]
- 1934: Maribor, 3. hely. A versenyt Steiner Lajos és Vasja Pirc nyerte, és Vera Menchik olyan erős játékosokat előzött meg, mint Rudolf Spielmann, Asztalos Lajos és Milan Vidmar.[27]
- 1936: Podebrady, 13–14. hely (7 pont a 17-ből). A versenyt Salo Flohr nyerte Aljechin előtt, Erich Eliskases a 6., Steiner Lajos a 10. helyen végzett.[28]
- 1937: Margate, 6–7. hely (4 pont ö játékból). A versenyt Paul Keres nyerte Reuben Fine előtt, Aljechin csak a 3. helyen végzett.[29]
- 1938: Łódź, 15. hely. A versenyt Vasja Pirc nyerte Saviely Tartakower előtt, Erich Eliskases 5., Miguel Najdorf 11. lett.

1942-ben párosmérkőzésen 6,5–3,5 arányban legyőzte Jacques Mieses nagymestert, amely győzelem értékéből semmit nem von le, hogy Mieses ekkor már 77 éves volt, mert még évekkel később is ereje teljében játszott.
A Vera Menchik Klub
1929-ben a karlsbadi (Karlovy Vary) verseny előtt Albert Becker osztrák sakkmester humornak szánva kitalálta, hogy alapítsanak klubot azon férfiak számára, akiket Vera Menchik sakkban legyőz. Ennek a klubnak aztán ezen a versenyen ő lett az első tagja. Később olyanok „csatlakoztak” hozzá (többek között), mint Max Euwe, Harry Golombek, Jacques Mieses,  Karel Opočenský, Brian Reilly, Samuel Reshevsky, Friedrich Sämisch, Steiner Lajos, és Frederick Yates, Mir Sultan Khan.

## Emlékezete
- A női sakkolimpia győztes csapatának a tiszteletére elnevezett Vera Menchik Kupát adják át.[32]
- Az első nő volt a sakk történetében, aki a World Chess Hall of Fame (a sakkvilág halhatatlanjai) közé került.[32]

## Nevezetes játszmái
- Frederic Lazard vs Vera Menchik, Paris 1929, Bird Opening: From Gambit (A02), 0–1 Szép kombináció egy bonyolult állásban.
- Mir Sultan Khan vs Vera Menchik, Hastings 1931, Queen's Gambit Declined (D35), 0–1 Éles támadójáték a tábla mindkét oldalán, amelynek végén Vera Menchik gyalogja eldönti a küzdelmet.
- Vera Menchik vs Sonia Graf-Stevenson, Semmering, 1937, Semi-Slav Defense: Bogoljubow Variation (D46) 1–0 Egy meglepő lépés, amely után sötét azonnal kapitulál.
- Vera Menchik vs George Alan Thomas, Poděbrady 1936, Queen's Gambit Declined Slav (D11), 1–0 Sötét gyalogelőnyös bástyavégjátékra egyszerűsít, amellyel egyszerre vesztő állást ér el.